# KBO 리그 홈런-도루 기록
KBO 리그에서 홈런과 도움 동시 달성 기록에 관한 문서이다.

## 40-40 클럽
- 2015년 : 에릭 테임즈 - NC 다이노스 (47홈런 40도루)

## 30-30 클럽
- 1996년 : 박재홍 - 30홈런, 36도루
- 1997년 : 이종범 - 30홈런, 64도루
- 1998년 : 박재홍 - 30홈런, 43도루
- 1999년 : 이병규 - 30홈런, 31도루, 홍현우 - 34홈런, 31도루, 제이 데이비스 - 30홈런, 35도루
- 2000년 : 박재홍 - 32홈런, 30도루
- 2015년 : 테임즈 - 47홈런, 40도루 (40-40클럽은 아시아 최초)
- 2024년 : 김도영 - 38홈런, 40도루

## 20-20 클럽
- 1989년 : 김성한(해태) - 26홈런, 32도루, 최초
- 1991년 : 장종훈(빙그레) - 35홈런, 21도루, 이호성(해태) - 21홈런, 25도루
- 1992년 : 이정훈(빙그레) - 25홈런, 21도루, 이순철(해태) - 21홈런, 44도루, 송구홍(LG) - 20홈런, 20도루
- 1994년 : 김재현(LG) - 21홈런, 21도루, 최연소
- 1996년 : 양준혁(삼성) - 28홈런, 23도루, 이종범(해태) - 25홈런, 57도루, 박재홍(현대) - 30홈런, 36도루(최초 30-30)
- 1997년 : 양준혁(삼성) - 30홈런, 25도루, 박재홍(현대)- 27홈런, 22도루, 최익성(삼성) - 22홈런, 33도루,  홍현우(해태)- 22홈런, 20도루, 이종범(기아) - 30홈런, 64도루
- 1998년 : 박재홍(현대) - 30홈런, 43도루
- 1999년 : 양준혁(삼성) - 32홈런, 21도루, 신동주(삼성) - 22홈런, 26도루, 송지만(한화)- 22홈런, 20도루, 제이 데이비스(한화) - 30홈런, 35도루, 이병규(LG) - 30홈런, 31도루, 홍현우(해태) - 34홈런, 31도루
- 2000년 : 송지만(한화) - 32홈런, 20도루, 제이 데이비스(한화) - 32홈런, 20도루, 박재홍(현대) - 32홈런, 30도루
- 2001년 : 매니 마르티네스(삼성) - 25홈런, 28도루, 박경완(현대) - 24홈런, 21도루
- 2003년 : 이종범(기아) - 20홈런, 50도루
- 2007년 : 양준혁(삼성) - 22홈런, 20도루, 최고령
- 2008년 : 덕 클락(한화) - 22홈런, 25도루
- 2009년 : 덕 클락(히어로즈) - 24홈런, 23도루, 신명철(삼성) - 20홈런, 21도루, 강봉규(삼성) - 20홈런, 20도루
- 2012년 : 강정호(넥센) - 25홈런, 21도루, 박병호(넥센) - 31홈런, 20도루, 최정(SK) - 26홈런, 20도루
- 2013년 : 최정(SK) - 28홈런, 24도루
- 2014년 : 야마이코 나바로(삼성) - 31홈런, 25도루
- 2015년 : 에릭 테임즈(NC) -  47홈런, 40도루, 짐 아두치(롯데) - 28홈런, 24도루, 나성범(NC) - 28홈런, 23도루, 야마이코 나바로(삼성) - 48홈런, 22도루
- 2016년 : 황재균(롯데) - 27홈런, 25도루, 김하성(넥센) - 20홈런, 28 도루
- 2017년 : 로저 버나디나(기아)-27홈런 32도루 , 손아섭(롯데)-20홈런 25도루, 박건우(두산)- 20홈런 20도루 ,두산 최초
- 2018년 : 재러드 호잉(한화),  손아섭(롯데)
- 2020년 : 김하성(키움) - 역대 최초 20 연속 도루, 애런 알테어(NC) - 31홈런, 22도루
- 2021년 : 구자욱(삼성), 추신수(SSG), 애런 알테어(NC) - 32홈런, 20도루
- 2022년 : 오지환(LG) - 25홈런, 20도루